# Frampton on Severn
Frampton on Severn – wieś i civil parish w Anglii, w hrabstwie Gloucestershire, w dystrykcie Stroud. Leży 14 km na południowy zachód od miasta Gloucester i 158 km na zachód od Londynu. W 2011 roku civil parish liczyła 1432 mieszkańców. Frampton-on-Severn jest wspomniana w Domesday Book (1086) jako Frantone.